# Dyskografia T.I.
Poniżej przedstawiona została dyskografia amerykańskiego rapera T.I.. Zawiera dokonania solowe, kompilacje, single i występy gościnne oraz listę teledysków.

## Dyskografia

### Albumy studyjne
| Rok  | Album                                                                      | Pozycja na liście | Pozycja na liście | Pozycja na liście | Pozycja na liście | Pozycja na liście | Pozycja na liście | Pozycja na liście | Pozycja na liście | Certyfikaty                                                              |
| Rok  | Album                                                                      | US                | US R&B            | US Rap            | CAN               | UK                | IRE               | NZ                | FRA               | Certyfikaty                                                              |
| ---- | -------------------------------------------------------------------------- | ----------------- | ----------------- | ----------------- | ----------------- | ----------------- | ----------------- | ----------------- | ----------------- | ------------------------------------------------------------------------ |
| 2001 | I’m Serious - Data: 9 października 2001 - Wydawca: Ghetto-O-Vision/Artista | 98                | 27                | –                 | –                 | –                 | –                 | –                 | –                 |                                                                          |
| 2003 | Trap Muzik - Data: 19 sierpnia 2003 - Wydawca: Grand Hustle/Atlantic       | 4                 | 2                 | –                 | –                 | –                 | –                 | –                 | –                 | - US: Platyna                                                            |
| 2004 | Urban Legend - Data: 30 listopada 2004 - Wydawca: Grand Hustle/Atlantic    | 7                 | 1                 | 1                 | –                 | –                 | –                 | –                 | –                 | - US: Platyna                                                            |
| 2006 | King - Data: 28 marca 2006 - Wydawca: Grand Hustle/Atlantic                | 1                 | 1                 | 1                 | 24                | 83                | 76                | –                 | 36                | - US: 2x Platyna - CAN: Złoto                                            |
| 2007 | T.I. vs T.I.P. - Data: 3 lipca 2007 - Wydawca: Grand Hustle/Atlantic       | 1                 | 1                 | 1                 | 7                 | –                 | 78                | 37                | 108               | - US: Platyna - CAN: Złoto                                               |
| 2008 | Paper Trail - Data: 30 września 2008 - Wydawca: Grand Hustle/Atlantic      | 1                 | 1                 | 1                 | 2                 | 42                | 34                | 9                 | 51                | - US: 3x Platyna - CAN: Platyna - AUS: Platyna - UK: Złoto - NZ: Platyna |
| 2010 | No Mercy - Data: 7 grudnia 2010 - Wydawca: Grand Hustle/Atlantic           | 4                 | 1                 | 1                 | 35                | 39                | 27                | 39                | 173               | - US: Platyna                                                            |
| 2012 | Trouble Man - Data: 2012 - Wydawca: Grand Hustle/Atlantic                  | 2                 | 1                 | 1                 | –                 | 188               | –                 | –                 | –                 | RIAA: Zlota.                                                             |

### Kompilacje
| Rok  | Informacje o albumie                                                                                 | Pozycja | Pozycja | Pozycja |
| Rok  | Informacje o albumie                                                                                 | US      | US R&B  | US Rap  |
| ---- | --- | ------- | ------- | ------- |
| 2005 | Urban Legend: Chopped & Screwed - Wydany: 26 lutego, 2005 - Wytwórnia: Grand Hustle/Atlantic Records | –       | 42      | 20      |

### Inne
| Tytuł                                                             | Single                                    |
| ----------------------------------------------------------------- | ----------------------------------------- |
| P$C - 25 To Life - Data: 20 września 2005 - Wydawca: Warner Music | - „I'm A King” (feat. Lil Scrappy) (2005) |

## Single

### Solo
| 2001                      | „I’m Serious” (feat. Beenie Man)                       | –  | 110 | –  | –  | –  | –  | – | –   | I’m Serious     | –                                        |
| 2003                      | „24’s”                                                 | 78 | 28  | 15 | –  | –  | –  | – | –   | Trap Muzik      | –                                        |
| 2003                      | „Be Easy”                                              | –  | 55  | –  | –  | –  | –  | – | –   | Trap Muzik      | –                                        |
| 2004                      | „Rubberband Man”                                       | 30 | 15  | 11 | –  | –  | –  | – | –   | Trap Muzik      | US: Platyna                              |
| 2004                      | „Let's Get Away” (feat. Jazze Pha)                     | 35 | 17  | 10 | –  | –  | –  | – | –   | Trap Muzik      | –                                        |
| 2004                      | „Bring 'Em Out”                                        | 9  | 6   | 4  | –  | –  | –  | – | 59  | Urban Legend    | US: Platyna                              |
| 2005                      | „U Don't Know Me”                                      | 23 | 6   | 4  | –  | –  | –  | – | –   | Urban Legend    | US: Platyna                              |
| 2005                      | „ASAP”                                                 | 75 | 18  | 14 | –  | –  | –  | – | –   | Urban Legend    | US: Złoto                                |
| 2006                      | „What You Know”                                        | 3  | 1   | 1  | –  | –  | –  | – | –   | King            | US: 2x Platyna                           |
| 2006                      | „Why You Wanna”                                        | 29 | 5   | 4  | 49 | 22 | 17 | – | 22  | King            | US: Złoto                                |
| 2006                      | „Live in the Sky” (feat. Jamie Foxx)                   | –  | 59  | –  | –  | –  | –  | – | –   | King            | –                                        |
| 2006                      | „Top Back”                                             | 29 | 13  | 8  | –  | –  | –  | – | –   | King            | US: Złoto                                |
| 2007                      | „Big Things Poppin' (Do It)”                           | 9  | 7   | 2  | –  | 75 | –  | 8 | –   | T.I. vs. T.I.P. | US: Złoto NZ: Złoto                      |
| 2007                      | „You Know What It Is” (feat. Wyclef Jean)              | 34 | 11  | 5  | –  | 61 | –  | – | –   | T.I. vs. T.I.P. | –                                        |
| 2007                      | „Hurt” (feat. Alfamega & Busta Rhymes)                 | –  | 89  | –  | –  | –  | –  | – | –   | T.I. vs. T.I.P. | –                                        |
| 2008                      | „Whatever You Like”                                    | 1  | 1   | 1  | 13 | 12 | 19 | 1 | 47  | Paper Trail     | US: 4x Platyna                           |
| 2008                      | „Swagga Like Us” (feat. Kanye West, Jay-Z & Lil Wayne) | 5  | 11  | 4  | –  | 19 | –  | – | 33  | Paper Trail     | US: Platyna                              |
| 2008                      | „Live Your Life” (feat. Rihanna)                       | 1  | 2   | 1  | 3  | 4  | 3  | 2 | 2   | Paper Trail     | US: 3x Platyna NZ: Platytna AUS: Platyna |
| 2009                      | „Dead and Gone” (feat. Justin Timberlake)              | 2  | 2   | 1  | 4  | 3  | 3  | 2 | 4   | Paper Trail     | US: 2x Platyna NZ: Złoto AUS: Platyna    |
| 2010                      | „Get Back Up” (feat. Chris Brown)                      | 70 | 37  | 20 | 91 | –  | –  | – | –   | No Mercy        | –                                        |
| 2011                      | „That’s All She Wrote” (feat. Eminem)                  | 18 | 101 | –  | –  | 46 | –  | – | 158 | No Mercy        | –                                        |
| „–” pozycja nie notowana. |                                                        |    |     |    |    |    |    |   |     |                 |                                          |

### Inne notowane utwory
| 2005                      | „Motivation”                               | –   | 62  | –  | Urban Legend                                  |
| 2005                      | „Get Loose” (feat. Nelly)                  | –   | 70  | –  | Urban Legend                                  |
| 2006                      | „Ride Wit Me”                              | 111 | 111 | –  | King                                          |
| 2006                      | „Front Back” (feat. UGK)                   | –   | 111 | –  | King                                          |
| 2007                      | „Where They At”                            | –   | 69  | –  | Grand Hustle Presents: In da Streetz Volume 4 |
| 2007                      | „Touchdown” (feat. Eminem)                 | 109 | –   | –  | T.I. vs. T.I.P.                               |
| 2008                      | „No Matter What”                           | 72  | 42  | 66 | Paper Trail (& EP)                            |
| 2008                      | „Swing Ya Rag” (feat. Swizz Beatz)         | 62  | 53  | –  | Paper Trail (& EP)                            |
| 2008                      | „What Up, What’s Haapnin’”                 | 84  | 97  | –  | Paper Trail (& EP)                            |
| 2008                      | „Ready for Whatever”                       | 57  | –   | 62 | Paper Trail (& EP)                            |
| 2008                      | „56 Bars (Intro)”                          | 119 | –   | –  | Paper Trail (& EP)                            |
| 2008                      | „My Life Your Entertainment” (feat. Usher) | 119 | –   | –  | Paper Trail (& EP)                            |
| 2008                      | „I'm Illy”                                 | –   | 112 | –  | Paper Trail (& EP)                            |
| 2009                      | „Remember Me” (feat. Mary J. Blige)        | 29  | 42  | 21 | Paper Trail (& EP)                            |
| 2009                      | „Hell of a Life”                           | 54  | 71  | 43 | Paper Trail (& EP)                            |
| 2010                      | „I'm Back”                                 | 44  | 12  | 44 | King Uncaged (& Takers OST)                   |
| 2010                      | „Yeah Ya Know (Takers)”                    | 44  | 81  | 68 | King Uncaged (& Takers OST)                   |
| 2011                      | „Castle Walls” (feat. Christina Aguilera)  | 105 | 84  | 99 | No Mercy                                      |
| „–” pozycja nie notowana. |                                            |     |     |    |                                               |

## Występy gościnne
| Rok                              | Utwór | Artysta(ści)                                                                           | Album                                                                |
| -------------------------------- | --- | -------------------------------------------------------------------------------------- | -------------------------------------------------------------------- |
| 2000                             | 2 Glock 9's | T.I.P. feat. Beanie Sigel                                                              | Music From And Inspired By Shaft                                     |
| 2000                             | Down Flat | P.A. feat. T.I.P.                                                                      | My Life, Your Entertainment                                          |
| 2000                             | Roll Wit Me (Remix) | Co-Ed feat. T.I.P.                                                                     |                                                                      |
| 2001                             | Fiasco | Toya feat. T.I.                                                                        | Toya                                                                 |
| 2002                             | Changed Man (Jazze Pha Remix) | 2pac feat. Jazze Pha, T.I., & Johnta Austin                                            | Better Dayz                                                          |
| 2002                             | Keeps Spinnin' | Birdman feat. Mannie Fresh, Stone, TQ, Wolf, Gillie Da Kid, Mikkey, T.I. & Petey Pablo | Birdman                                                              |
| 2002                             | T.I.P. (Skit) | T.I.                                                                                   | Kings Of Crunk                                                       |
| 2002                             | Real Gangstas | 8 Ball feat. T.I. & Lil’ Flip                                                          | Lay It Down                                                          |
| 2003                             | Calling All Girls [Remix] | ATL feat. T.I.                                                                         | The ATL Project                                                      |
| 2003                             | Dope Boyz, Dope Girls (In The Trap) | Foxy Brown feat. T.I.                                                                  |                                                                      |
| 2003                             | Get Your Weight Up | Lil Jon feat. T.I. & 8 Ball                                                            | Part II                                                              |
| 2003                             | It's Goin' Down 2Nite | 112 feat. T.I.                                                                         | Hot & Wet                                                            |
| 2003                             | Lacs & Prices | Slow Motion Soundz feat. T.I.                                                          |                                                                      |
| 2003                             | Never Scared | Bone Crusher feat. Killer Mike & T.I.                                                  | Attenchun!                                                           |
| 2003                             | No, No, No [Remix] | Jae Millz feat. Cam’ron & T.I.                                                         |                                                                      |
| 2003                             | Now What | Juelz Santana feat. T.I.                                                               | From Me to U                                                         |
| 2003                             | Pretty Pink | David Banner feat. Jazze Pha, T.I. & Marcus                                            | MTA2: Baptized in Dirty Water                                        |
| 2003                             | Re-Akshon | Killer Mike feat. T.I. & Bun B                                                         | Monster                                                              |
| 2003                             | Roll Call | Juelz Santana feat. T.I.                                                               | Back Like Crooked Crack                                              |
| 2003                             | You Ain’t My Homie | Juelz Santana feat. T.I.                                                               | Back Like Crooked Crack                                              |
| 2004                             | A-YO [Rubberband Man Remix] | Bzista feat. T.I. & Lil Brady                                                          |                                                                      |
| 2004                             | End of the Road | Jim Jones feat. T.I. & Bun B                                                           | On My Way to Church                                                  |
| 2004                             | Fuckin' Around | Trick Daddy feat. T.I. & Young Jeezy                                                   | Thug Matrimony: Married to the Streets                               |
| 2004                             | Goodies | Ciara feat. T.I. & Jazze Pha                                                           | Goodies                                                              |
| 2004                             | Grand Finale | Lil Jon feat. Bun B, Jadakiss, Nas, T.I. & Ice Cube                                    | Crunk Juice                                                          |
| 2004                             | I'm Da King | Chamillionaire feat. T.I.                                                              | Mixtape Messiah                                                      |
| 2004                             | Kiss of Death [Remix] | Jadakiss feat. T.I., Stat Quo & Styles P                                               | Kiss of Death                                                        |
| 2004                             | Kiss Your Ass Goodbye [Extended Remix] | Sheek Louch feat. The Game, Jadakiss, Fabolous, Beanie Sigel & T.I.                    | After Taxes                                                          |
| 2004                             | Kiss Your Ass Goodbye [Remix] | Sheek Louch feat. Fabolous, Beanie Sigel & T.I.                                        | After Taxes                                                          |
| 2004                             | Let Me Love You [Remix] | Mario feat. Jadakiss & T.I.                                                            | Turning Point                                                        |
| 2004                             | Like a 24 | Twista feat. T.I. & Liffy Stokes                                                       | Kamikaze                                                             |
| 2004                             | Look at the Grilz | 8Ball & MJG feat. T.I. & Twista                                                        | Living Legends                                                       |
| 2004                             | No Problem | Lil Scrappy feat. Fat Joe, T.I., Cam’ron & Bun B                                       | The King of Crunk & BME Recordings Present: Trillville & Lil Scrappy |
| 2004                             | Pimp Squad | The Alchemist feat. T.I. & P$C                                                         | 1st Infantry                                                         |
| 2004                             | Pretty Toes | Nelly feat. T.I. & Jazze Pha                                                           | Suit                                                                 |
| 2004                             | Round Here | Memphis Bleek feat. T.I.                                                               | M.A.D.E.                                                             |
| 2004                             | So Many Diamonds | Paul Wall feat. T.I.                                                                   | The Peoples Champ                                                    |
| 2004                             | Soldier] | Destiny’s Child feat. T.I. & Lil Wayne                                                 | Destiny Fulfilled                                                    |
| 2004                             | Still Down | Ashanti feat. T.I.                                                                     | Concrete Rose                                                        |
| 2004                             | Stomp | Young Buck feat. T.I. & Ludacris                                                       | Straight Outta Cashville                                             |
| 2004                             | The One | Cee-Lo feat. Jazze Pha & T.I.                                                          | Cee-Lo Green... Is the Soul Machine                                  |
| 2004                             | The One Part.2 | Cee-Lo feat. T.I. & Daz Dillinger                                                      |                                                                      |
| 2004                             | Throwback | Big Kuntry King feat. T.I.                                                             |                                                                      |
| 2004                             | Where You Wanna Be | Brandy Norwood feat. T.I.                                                              | Afrodisiac                                                           |
| 2005                             | 3 Kings | Slim Thug feat. T.I. & Bun B                                                           | Already Platinum                                                     |
| 2005                             | Bang | Young Jeezy feat. T.I. & Lil Scrappy                                                   | Let’s Get It: Thug Motivation 101                                    |
| 2005                             | Breakin' Old Habits | The Notorious B.I.G. feat. T.I. & Slim Thug                                            | Duets: The Final Chapter                                             |
| 2005                             | Dem Boyz [Remix] | Boyz N Da Hood feat. T.I. & The Game                                                   | Boyz n da Hood                                                       |
| 2005                             | Drive Slow [Remix] | Kanye West feat. Paul Wall, GLC & T.I.                                                 | Late Registration                                                    |
| 2005                             | Get Yours | Lil’ Kim feat. T.I. & Sha-Dash                                                         | The Naked Truth                                                      |
| 2005                             | Hard Life | Lil Keke feat. T.I. & MJG                                                              |                                                                      |
| 2005                             | Hatin' on Me | Mista Raja feat. T.I.                                                                  | Hatin' on Me                                                         |
| 2005                             | Hold You Down [Remix] | Jennifer Lopez feat. Fat Joe, T.I., Jadakiss & Missy Elliott                           | Rebirth                                                              |
| 2005                             | I'm a G | Bun B feat. T.I.                                                                       | Trill                                                                |
| 2005                             | If I Hit | 112 feat. T.I. & Ciara                                                                 | Pleasure & Pain                                                      |
| 2005                             | Indiscretions In The Back of The Limo | DJ Quik feat. T.I.                                                                     | Trauma                                                               |
| 2005                             | No Talkin' | Boyz N Da Hood feat. T.I.                                                              | Boyz n da Hood                                                       |
| 2005                             | Not Only Me | Teairra Marí feat. T.I.                                                                |                                                                      |
| 2005                             | Touch | Amerie feat. T.I.                                                                      | Touch                                                                |
| 2006                             | 12 Gauge | 8 Ball feat. T.I. & Lil Jon                                                            | Light Up the Bomb                                                    |
| Bounce Step                      | Busta Rhymes feat. T.I. | The Big Bang                                                                           |                                                                      |
| Bumpin' My Music [Remix]         | Ray Cash feat. T.I., Pimp C & Project Pat | Cash on Delivery                                                                       |                                                                      |
| Come To Me [Remix]               | Diddy feat. Nicole Scherzinger, T.I. & Young Dro | Press Play                                                                             |                                                                      |
| Crown Me                         | Cam’ron feat. T.I. & Juelz Santana | Where Ya Hood At Mixtape                                                               |                                                                      |
| Dip, Slide, Rideout              | DJ Khaled feat. Young Dro, Big Kuntry King & T.I. | Listenn... the Album                                                                   |                                                                      |
| Dope Boyz of Atlanta             | Young Jeezy feat. T.I. | The Inspiration (leftover)                                                             |                                                                      |
| Everytime tha Beat Drop [Remix]  | Monica feat. T.I. & Young Jeezy | The Makings of Me                                                                      |                                                                      |
| I Got Money                      | Young Jeezy feat. T.I. | The Inspiration                                                                        |                                                                      |
| Make It Rain [Remix]             | Fat Joe feat. R. Kelly, T.I., Ace Mac, Lil Wayne, Birdman & Rick Ross | Me, Myself & I                                                                         |                                                                      |
| My Girl                          | Young Dro feat. T.I. | Best Thang Smokin’                                                                     |                                                                      |
| My Love                          | Justin Timberlake feat. T.I. | FutureSex/LoveSounds                                                                   |                                                                      |
| P.A.N. [Remix]                   | Ray Cash feat. T.I., Bun B | Cash on Delivery                                                                       |                                                                      |
| Shook                            | Lloyd feat. T.I. | Grand Hustle Mafia                                                                     |                                                                      |
| Shoulder Lean                    | Young Dro feat. T.I. | Best Thang Smokin’                                                                     |                                                                      |
| Show You Wat To Do It            | Ya Boy feat. T.I. | Chapter 1: The Rise                                                                    |                                                                      |
| Tell 'Em What They Wanna Hear    | Rashad feat. T.I. & Young Dro | In da Streetz Vol. 4                                                                   |                                                                      |
| Throwback                        | Big Kuntry King feat. T.I. | Down with the King                                                                     |                                                                      |
| We Fly High [Remix]              | Jim Jones feat. T.I., Diddy, Birdman & Young Dro | A Dipset's X-Mas                                                                       |                                                                      |
| Yeah [Remix]                     | Big Kuntry King feat. T.I. & Yung Joc | The Leak                                                                               |                                                                      |
| You Got the Power                | Governor feat. T.I. | Son of Pain                                                                            |                                                                      |
| 2007                             | 2 Glock Nines | Beanie Sigel feat. T.I.                                                                | The Throne Is Mine                                                   |
| 4 Kings                          | Young Buck feat. T.I., Pimp C & Jazze Pha | Buck the World                                                                         |                                                                      |
| 5000 1's                         | DJ Drama feat. T.I. & Jazze Pha | I Am Pt.2                                                                              |                                                                      |
| 5000 Ones                        | DJ Drama feat. T.I., Nelly, Willie The Kid, Yung Joc, Young Jeezy & Twista | Gangsta Grillz: The Album                                                              |                                                                      |
| Ain’t That Sumthin               | NOX feat. T.I. | I Am: T.I. VS. TIP                                                                     |                                                                      |
| Beemerz & Benzes                 | Trick Daddy feat. T.I. | The Throne Is Mine                                                                     |                                                                      |
| Big Dogg Status [Remix]          | Scarface feat. T.I., Lil Wayne & U.T.P. | Made                                                                                   |                                                                      |
| B.U.D.D.Y. [Remix]               | Musiq Soulchild feat. T.I. & Young Buck | Luvanmusiq                                                                             |                                                                      |
| Buy U A Drank [Remix]            | T-Pain feat. T.I. | Epiphany                                                                               |                                                                      |
| Cannon [Remix]                   | DJ Drama feat. T.I., Lil Wayne, Willie The Kid & Freeway | Gangsta Grillz: The Album                                                              |                                                                      |
| Caprice Musik [Remix]            | Tum Tum feat. T.I., E-40 & Lil Wayne | Caprice Musik                                                                          |                                                                      |
| Don't Get Me Wrong               | JT the Bigga Figga feat. T.I. | The Throne Is Mine                                                                     |                                                                      |
| Feds Takin' Pictures             | DJ Drama feat. T.I., Young Jeezy, Willie The Kid, Jim Jones, Rick Ross & Young Buck | Gangsta Grillz: The Album                                                              |                                                                      |
| Feds Takin' Pictures [Remix]     | DJ Drama feat. T.I., Yung Bahama, Jim Jones, Rick Ross & Young Buck |                                                                                        |                                                                      |
| For a Minute                     | B.G. feat. T.I. | Too Hood to be Hollywood                                                               |                                                                      |
| Freeze Up                        | Boyz N Da Hood feat. T.I., Young Jeezy & Big Kuntry King |                                                                                        |                                                                      |
| G'z on Deck                      | B.G. feat. T.I. | I Am Pt.2                                                                              |                                                                      |
| Gangsta Boyz                     | Boyz N Da Hood feat. T.I. & Lil Wayne |                                                                                        |                                                                      |
| Hit the Block                    | UGK feat. T.I. | UGK (Underground Kingz)                                                                |                                                                      |
| I Just Want The Paper [Remix]    | Plies feat. T.I., Dizasta & Lil Wayne | Definition of Real Mixtape                                                             |                                                                      |
| I'm A Flirt [Remix]              | R. Kelly feat. T.I. & T-Pain | Double Up                                                                              |                                                                      |
| I'm a G                          | Big Kuntry King feat. T.I. | Heavy Streetz 13                                                                       |                                                                      |
| I'm In Love With My Money        | Plies feat. T.I. |                                                                                        |                                                                      |
| Last Night [Remix]               | Diddy feat. T.I. & Pharrel | Press Play                                                                             |                                                                      |
| Layin' the Trap                  | Young Jeezy feat. T.I. | I Am: T.I. VS. TIP                                                                     |                                                                      |
| Let It Go [Remix]                | Keyshia Cole feat. Young Dro & T.I. | Just Like You                                                                          |                                                                      |
| Lighters Up                      | Trick Daddy feat. T.I., Juelz Santana & Akon |                                                                                        |                                                                      |
| Cannon                           | Busta Rhymes feat. T.I. & Lil Wayne | Live from the Trap                                                                     |                                                                      |
| My Dear                          | Ciara feat. T.I. | I Am Pt.2                                                                              |                                                                      |
| No More                          | DJ Drama feat. T.I., Lloyd & Willie The Kid | Gangsta Grillz: The Album                                                              |                                                                      |
| One Blood [Remix]                | The Game feat. Snoop Dogg, Nas, T.I., Fat Joe, Lil Wayne, N.O.R.E., Jadakiss, Styles P, Fabolous, Juelz Santana, Rick Ross, Twista, Kurupt, Daz Dillinger, WC, E-40, Bun B, Chamillionaire, Slim Thug, Young Dro, Clipse & Ja Rule | Doctor’s Advocate                                                                      |                                                                      |
| Pac’s Life                       | 2Pac feat. T.I. & Ashanti | Pac’s Life                                                                             |                                                                      |
| Pimpin                           | Brasco feat. T.I. | I Am: T.I. VS. TIP                                                                     |                                                                      |
| Pimpin                           | Sleepy Brown feat. T.I. | I Am: T.I. VS. TIP                                                                     |                                                                      |
| Sip It                           | Ernie Gaines feat. T.I. |                                                                                        |                                                                      |
| Slow Down                        | Wyclef Jean feat. T.I. | Carnival Vol. II: Memoirs of an Immigrant                                              |                                                                      |
| Superstar [Remix]                | Lupe Fiasco feat. Young Jeezy & T.I. | Lupe Fiasco’s The Cool                                                                 |                                                                      |
| That’s Right                     | Big Kuntry King feat. T.I. | My Turn to Eat                                                                         |                                                                      |
| Turn Off the Lights [Remix]      | Mary J. Blige feat. T.I. & Jay-Z | I Am: T.I. VS. TIP                                                                     |                                                                      |
| Umma Do Me [Remix]               | Rocko feat. Rick Ross, T.I., Young Jeezy & Gorilla Zoe | Self-Made                                                                              |                                                                      |
| Uh, Huh                          | Trey Songz feat. T.I. |                                                                                        |                                                                      |
| Wall to Wall [Remix]             | Chris Brown feat. T.I. | Exculsive                                                                              |                                                                      |
| We Takin’ Over                   | DJ Khaled feat. T.I., Rick Ross, Fat Joe, Birdman & Lil Wayne | We The Best                                                                            |                                                                      |
| Well Known                       | Young Dro feat. T.I. |                                                                                        |                                                                      |
| Westside O.G.                    | Alfamega feat. T.I. & Mac Boney | Grand Hustle Muscle                                                                    |                                                                      |
| What It Is                       | Young Dro feat. T.I. |                                                                                        |                                                                      |
| Whatever U Like                  | Nicole Scherzinger feat. T.I. | Her Name Is Nicole                                                                     |                                                                      |
| Where U At                       | B.G. feat. T.I. | I Am: T.I. VS. TIP                                                                     |                                                                      |
| 2008                             | Ain’t I [Remix] | Yung L.A. feat. Young Dro & T.I.                                                       | Futuristic Leland                                                    |
| Brand New                        | Lyfe Jennings feat. T.I. | Lyfe Change                                                                            |                                                                      |
| Brand New [Remix]                | Lyfe Jennings feat. T.I. & Lil Wayne | Georgian Bulldogs 9                                                                    |                                                                      |
| Cash Flow                        | Eve feat. T.I. | Here I Am                                                                              |                                                                      |
| Day Dreaming                     | DJ Drama feat. T.I., Akon & Snoop Dogg | Gangsta Grillz 2: The Album (The Mixtape President)                                    |                                                                      |
| Forever                          | Mario Winans feat. T.I. & Daiz'on |                                                                                        |                                                                      |
| Girls Around the World [Remix]   | Lloyd feat. T.I., The Game, Yung Joc, Rick Ross, Ace Hood, Young Dro, Pitbull, Busta Rhymes, DJ Khaled | Lessons in Love                                                                        |                                                                      |
| Green Light [Remix]              | John Legend feat. T.I. & Swizz Beatz | Evolver                                                                                |                                                                      |
| Hero                             | Akon feat. T.I. | Freedom (left out)                                                                     |                                                                      |
| Hi Hater [Remix]                 | Maino feat. T.I., Swizz Beatz, Plies, Jadakiss & Fabolous | If Tomorrow Comes...                                                                   |                                                                      |
| Hold Up                          | Nelly feat. T.I. & LL Cool J | Brass Knuckles                                                                         |                                                                      |
| I'll Be Lovin' U Long Time       | Mariah Carey feat. T.I. | E=MC²                                                                                  |                                                                      |
| It Ain’t Me                      | T-Pain feat. T.I. & Akon | Thr33 Ringz                                                                            |                                                                      |
| Just Like Me                     | Jamie Foxx feat. T.I. | Intuition                                                                              |                                                                      |
| Let’s Go [Remix]                 | Trick Daddy feat. T.I., Lil Jon & Alfamega |                                                                                        |                                                                      |
| Love In This Club [Remix]        | Usher feat. T.I. & Young Jeezy | Here I Stand                                                                           |                                                                      |
| Need U Bad [Remix]               | Jazmine Sullivan feat. T.I. & Missy Elliott | Fearless                                                                               |                                                                      |
| Pistol                           | Cassidy feat. T.I. | It's Your Birthday                                                                     |                                                                      |
| Playa's Lifestyle                | Big Kuntry King feat. T.I. & Slim Thug |                                                                                        |                                                                      |
| Rebel                            | Jim Jones feat. T.I. | When The North and South Collide                                                       |                                                                      |
| Still Kuntry                     | Big Kuntry King feat. T.I. & P$C | My Turn to Eat                                                                         |                                                                      |
| Swagga Like Us                   | Jay-Z & T.I. feat. Kanye West & Lil Wayne | Paper Trail / The Blueprint 3                                                          |                                                                      |
| Uh, Huh                          | Alfamega feat. T.I. | I Am Alfamega                                                                          |                                                                      |
| Uh, Huh [remix]                  | Alfamega feat. T.I., Rick Ross & Bun B | Street Runnaz                                                                          |                                                                      |
| We So Fly                        | Soulja Boy Tell ’Em feat. T.I. | iSouljaBoyTellEm (leftout)                                                             |                                                                      |
| We Stay Fly                      | Dolla feat. T.I. | A Dolla and A Dream                                                                    |                                                                      |
| What Ya Gonna Do (Prod. by T.I.) | Maino feat. T.I. | If Tomorrow Comes...                                                                   |                                                                      |
| Been Doin’ This (Prod. by T.I.)  | Bow Wow feat. T.I. | New Jack City Part 2                                                                   |                                                                      |
| Wish You Would                   | Ludacris feat. T.I. | Theater of the Mind                                                                    |                                                                      |
| You Know About Me                | Young Dro feat. T.I. | I Am Legend                                                                            |                                                                      |
| 2009                             | A-Town | DJ Drama feat. T.I., Young Dro, Sean P & Lonnie Mac                                    | Gangsta Grillz: The Album (Vol. 2)                                   |
| ATL Style                        | Sean P feat. T.I. & Swizz Beatz | Very Necessary                                                                         |                                                                      |
| Clicc Clicc Boom                 | Ca$his feat. T.I. & Young Jeezy | Loose Cannon                                                                           |                                                                      |
| Closed Mouths                    | Stat Quo feat. T.I. |                                                                                        |                                                                      |
| Don't Believe 'Em                | Busta Rhymes feat. T.I. & Akon | Back on My B.S.                                                                        |                                                                      |
| Good Love                        | Mary J. Blige feat. T.I. |                                                                                        |                                                                      |
| Grand Hustle Pimp                | Yung LA feat. Big Kuntry King, Young Dro, Mac Boney, J.R. Get Money & T.I. | Futuristic Leland                                                                      |                                                                      |
| I Do                             | Big Kuntry King feat. Young Dro & T.I. |                                                                                        |                                                                      |
| I Don’t Care                     | Ca$his feat. Pharrell, T.I. & B.o.B | The Art of Dying                                                                       |                                                                      |
| I'm That Nigga                   | B.o.B feat. T.I. | The Adventures of B.o.B                                                                |                                                                      |
| If I                             | Justin Timberlake feat. T.I. | The King’s Army Mixtape                                                                |                                                                      |
| In My City                       | Killer Mike feat. T.I. |                                                                                        |                                                                      |
| Mind on My Money                 | Smitty feat. T.I. |                                                                                        |                                                                      |
| My Dear                          | Tweet feat. T.I. | Love, Tweet                                                                            |                                                                      |
| Niggaz Down South (remix)        | Killer Mike feat. T.I. & UGK | Underground Atlanta                                                                    |                                                                      |
| One and Only (Tenderooni)        | Mike Jones feat. T.I. & Bobby Brown | Expect the Unexpected                                                                  |                                                                      |
| Topless                          | Dr.Dre feat. T.I. & Nas | Detox                                                                                  |                                                                      |
| Turnin' Me On [Mega Remix]       | Keri Hilson feat. T.I., Jermaine Dupri, Busta Rhymes & Lil Wayne | In a Perfect World...                                                                  |                                                                      |
| Turnin' Me On [Remix]            | Keri Hilson feat. T.I. | In a Perfect World...                                                                  |                                                                      |
| Up On It                         | Young Dro feat. T.I. |                                                                                        |                                                                      |
| We Rollin'                       | Busta Rhymes feat. T.I. & Reek Da Villain | The King’s Army Mixtape                                                                |                                                                      |
| 2010                             | Hello Good Morning | Diddy-Dirty Money feat. T.I.                                                           | Last Train To Paris                                                  |
| 2010                             | Hello Good Morning (2nd Remix) | Diddy-Dirty Money feat. T.I. & Rick Ross                                               | Last Train To Paris                                                  |
| 2010                             | Winner | Jamie Foxx feat. T.I. & Justin Timberlake                                              | Body                                                                 |
| 2010                             | Make up Bag | The-Dream feat. T.I.                                                                   | Love King                                                            |
| 2010                             | Fancy | Drake feat. T.I. & Swizz Beatz                                                         | Thank Me Later                                                       |

### Utwory nieopublikowane
- Allstar Cashville Prince - „Grey Goose”<remix> feat. T.I. & Young Jeezy
- Attic Crew - „Dope Boi Fresh” feat. T.I.
- B.G. – „Street Ni**a” feat. T.I.
- Bun B – „Real Talk” feat. T.I.
- Ciara – „Come Over” feat. T.I.
- Chopper City Boyz – „So Gangsta” feat. T.I.
- Juelz Santana – „Right Now” feat. T.I.
- Juelz Santana & Lil Wayne – „Rubber Burner” feat. T.I.
- Mr. Collipark – „Pushin'” feat. T.I., Rick Ross, Paul Wall, Lil Wayne & Lil Scrappy
- Mr. Collipark - „Start a Fire” feat. T.I., Lil Scrappy & Young Jeezy
- NOX - „To da Club” feat. T.I.
- Outlawz – „Anyway” feat. T.I.
- Ras Kass – „She Choosin'” feat. T.I. & Khao
- Sean Paul – „My Car” feat. T.I.
- The Replacementz - „In The Trunk” feat. T.I. & Big Kuntry King
- Trick Daddy – „Ridin'” feat. T.I.
- UGK – „Wet Paint” feat. T.I.
- YoungBloodZ – „Some Fools” feat. T.I.
- T.I. - „Get Right” feat. Jagged Edge

## Teledyski
| Rok  | Tytuł                                                              | Reżyser(rzy)         |
| ---- | ------------------------------------------------------------------ | -------------------- |
| 2001 | „I’m Serious” (feat. Beenie Man)                                   | Chris Robinson       |
| 2002 | „Dope Boyz”                                                        | Thomas Forbes        |
| 2003 | „24’s”                                                             | Fat Cats             |
| 2003 | „Be Easy/Look What I Got”                                          | Nick Quested         |
| 2004 | „Rubber Band Man”                                                  | Grand Hustlers & DRG |
| 2004 | „Lets Get Away” (feat. Jazze Pha)                                  | Darren Grant         |
| 2004 | „Bring Em' Out/ U Don't Know Me”                                   | Fat Cats             |
| 2005 | „U Don't Know Me”                                                  | Ben Mor              |
| 2005 | „ASAP/Motivation” (feat. P$C)                                      | Craig Ross Jr.       |
| 2006 | „Front Back” (feat. UGK)                                           | Dr. Teeth            |
| 2006 | „What You Know”                                                    | Chris Robinson       |
| 2006 | „Why You Wanna”                                                    | Chris Robinson       |
| 2006 | „Live in the Sky” (feat. Jamie Foxx)                               | Chris Robinson       |
| 2006 | „Top Back” (feat. Young Jeezy, Young Dro, Big Kuntry King, & B.G.) | Kevin Hunter         |
| 2007 | „Big Things Poppin (Do It)”                                        | Eric White           |
| 2007 | „You Know What It Is” (feat. Wyclef Jean)                          | Chris Robinson       |
| 2007 | „Hurt” (feat. Busta Rhymes & Alfamega)                             | Thomas Forbes        |
| 2008 | „No Matter What”                                                   | Self & James Lopez   |
| 2008 | „Whatever You Like”                                                | Dave Meyers          |
| 2008 | „What Up, What's Haapnin”                                          | Kai Crawford         |
| 2008 | „Live Your Life” (feat. Rihanna)                                   | Anthony Mandler      |
| 2009 | „Dead and Gone” (feat. Justin Timberlake)                          | Chris Robinson       |
| 2009 | „Remember Me” (feat. Mary J. Blige)                                | Jessy Terrero        |
| 2009 | „Hell of a Life”                                                   | Erik White           |
| 2010 | „I'm Back”                                                         | Kai Regan            |

### Pimp Squad Click
- 2005: „I'm a King” (feat. Lil’ Scrappy)
- 2005: „Do Ya Thang” (feat. Young Dro)
- 2005: „Set It Out"

### Występy gościnne
- 2003: „Never Scared” (Bone Crusher feat. Killer Mike & T.I.)
- 2004: „Soldier” (Destiny’s Child feat. T.I. & Lil’ Wayne)
- 2004: „Round Here” (Memphis Bleek feat. Trick Daddy & T.I.)
- 2004: „Lacs & Prices” (Slow Motion Soundz feat. T.I.)
- 2005: „3 Kings” (Slim Thug feat. Bun B. & T.I.)
- 2005: „Touch (Remix)” (Amerie feat. T.I.)
- 2006: „Drive Slow (Remix)” (Kanye West feat. Paul Wall, GLC & T.I.)
- 2006: „Shoulder Lean” (Young Dro feat. T.I.)
- 2006: „My Love” (Justin Timberlake feat. T.I.)
- 2006: „Pac’s Life” (2pac feat. Ashanti & T.I.)
- 2006: „We Fly High (Remix)” (Jim Jones feat. Young Dro, Baby, Juelz Santana, Diddy & T.I.)
- 2006: „Tell 'Em What They Want To Hear” (Rashad feat. T.I. & Young Dro)
- 2007: „Make It Rain (Remix)” (Fat Joe feaT.R. Kelly, Lil Wayne, Baby, T.I., Ace Mack & Rick Ross)
- 2007: „I'm a Flirt (Remix)” (R. Kelly feat. T.I. & T-Pain)
- 2007: „We Takin’ Over” (DJ Khaled feat. Akon, T.I., Fat Joe, Rick Ross, Birdman, Lil Wayne)
- 2007: „Whatever U Like” (Nicole Scherzinger feat. T.I.)
- 2008: „That’s Right” (Big Kuntry feat. T.I.)
- 2008: „I'll Be Lovin' U Long Time” (Mariah Carey feat. T.I.)
- 2008: „Uh, Huh” (Alfamega feat. T.I.)
- 2008: „Hi Hater (Remix)” (Maino feat. T.I., Swizz Beatz, Plies, Jadakiss & Fabolous)
- 2008: „Ain’t I (Remix)” (Yung LA feat. Young Dro & T.I.)
- 2008: „Just Like Me” (Jamie Foxx feat. T.I.)
- 2009: „Day Dreaming” (DJ Drama feat. Akon, Snoop Dogg & T.I.)
- 2010: „Bet I” (B.O.B. feat. T.I. & Playboy Tre)
- 2010: „Hello Good Morning” (Diddy & Dirty Money feat. Rick Ross & T.I.)

Tylko w teledysku
- 1999: „85/Billy Dee” YoungBloodZ
- 1999: „U Know What's Up” Donell Jones
- 2001: „Welcome to Atlanta” Jermaine Dupri
- 2001: „Lovely” Bubba Sparxxx
- 2001: „Where the Party at Remix” Jagged Edge
- 2002: „Holla at a Playa” Jim Crow
- 2003: „Crank It Up” David Banner
- 2004: „You Don't Want Drama” Eightball & MJG
- 2005: „Don’t Stop” Beanie Sigel
- 2005: „Get It Poppin” Fat Joe
- 2008: „Da Baddest” Big Kuntry
- 2009: „Arab Money (Remix)” Busta Rhymes
- 2009: „Take Off” Young Dro